# Calle de la Hoya
La calle de la Hoya es una vía pública de la ciudad española de Segovia.

## Descripción
La vía discurre desde la calle de San Cristóbal hasta la de Anselmo Carretero. Aparece descrita en Las calles de Segovia (1918) de Mariano Sáez y Romero con las siguientes palabras:

Hoya.—Parte de la calle de San Cristóbal, en el barrio de San Lorenzo, y sale al campo. Es paralela al curso del Eresma, habitada por gente jornalera, molineros y operarios de la fábrica de loza, y su nombre es debido a la hondonada o profundidad que allí hace el río, el que en esta parte proporciona fuerza industrial a fábricas y molinos.
(Sáez y Romero, 1918, p. 84)